# Lakonisch
Als lakonisch (altgriechisch λακωνικός lakōnikos, lateinisch laconicus) wird eine knappe, aber treffende, trockene, schmucklose Ausdrucksweise bezeichnet. Davon abgeleitet ist Lakonismus, „[die] sprachliche Form der bedeutenden Nüchternheit“.

## Etymologie
Der Begriff "lakonisch" ist erst seit dem 17. Jh. in deutschen Texten nachzuweisen und greift Vorstellungen lateinischer Lesart von stilus laconicus und laconice dicere auf, sich also nach Art der Lakonier auszudrücken. Der Begriff leitet sich ab von der Landschaft Lakonien, einem Landstrich der Peloponnes im antiken Griechenland. Sie umfasst das Territorium Spartas, weshalb die Spartaner – ohne die Landschaft Messenien – auch Lakonier sind. „Lakonisch“ bedeutet also ursprünglich so viel wie „spartanisch“ bzw. „nach Art der Spartaner“. Die Spartaner waren im Altertum bekannt für ihre besonders strenge und einfache Lebensweise, wozu auch ihre sprichwörtliche Wortkargheit gehörte.

## Beispiele
Nach der Niederlage von Kyzikos sandten die Spartaner einen Schlachtbericht nach Hause, der von den Athenern, die ihn abfingen, als typisch lakonisch verlacht wurde: „Boote verloren. Mindaros tot. Männer haben Hunger. Wissen nicht, was tun.“
Als Philipp II. von Makedonien bei anderer Gelegenheit mit seinem Heer herannahte, sandte er der Legende nach folgende Drohung an die lakonische Hauptstadt Sparta: „Wenn ich euch besiegt habe, werden eure Häuser brennen, eure Städte in Flammen stehen und eure Frauen zu Witwen werden.“ Darauf antworteten die Spartaner: „Wenn.“
Als Xerxes gegen Griechenland zog, sandte er an den Spartanerkönig Leonidas, der ihn an den Thermopylen erwartete, die Aufforderung, seine Waffen auszuhändigen. Leonidas antwortete: „Komm und hol sie“.

## Verwandte Begriffe
Folgende mit dem Adjektiv ‚lakonisch‘ verwandten Begriffe werden vor allem in der gehobenen bzw. Bildungssprache gebraucht oder sind veraltet:
- Lakonie, Lakonik:  Wortkargheit
- Lakonismus:  eine kurze, aber treffende Aussage;  eine Kürze des Ausdrucks
- lakonisieren:  sich kurz und treffend ausdrücken